# Marie-Berthe Aurenche
Marie-Berthe Aurenche (* 1906; † 1960 in Paris) war eine französische Malerin und Schwester des Filmregisseurs Jean Aurenche, zweite Ehefrau des Künstlers Max Ernst und ab 1940 Lebensgefährtin von Chaim Soutine.

## Leben
Marie-Berthe Aurenche war die jüngere Schwester des Filmregisseurs Jean Aurenche. Im Jahr 1927 heiratete sie nach einer kurzen abenteuerlichen Affäre in Paris den surrealistischen Künstler Max Ernst, den sie durch ihren Bruder Jean, der in den Pariser Künstlerkreisen verkehrte, kennengelernt hatte. Ernst war von seiner ersten Frau Luise im Vorjahr geschieden worden. Der Hochzeit vorangegangen war eine Flucht aus Paris, um den Eltern zu entkommen, denn sie war, einem Wunsch der Eltern entsprechend, einem Rechtsanwalt versprochen. Ernst teilte den Eltern brieflich mit, dass er geschieden sei und ihre Tochter heiraten wolle, sodass der Vater die steckbriefliche Verfolgung aufgab und in die Heirat einwilligte. 1930 war sie mit ihrem Ehemann unter den Darstellern des surrealistischen Films Das goldene Zeitalter (L’age d’or) von Luis Buñuel. Wenige Jahre später, im Jahr 1936, verließ Max Ernst die von André Breton als Kindfrau titulierte, exzentrische Marie-Berthe wegen ihrer ihm unerträglichen Überspanntheit und beantragte die Scheidung. Sie wandte sich nun ausschließlich dem katholischen Glauben zu und unternahm Pilgerfahrten, um durch Gebete den verlorenen Geliebten zurückzubekommen. Jimmy Ernst, der Sohn des Künstlers aus erster Ehe, erinnerte sich in seiner Autobiografie Nicht gerade ein Stilleben, dass sie diese Trennung wohl nie habe psychisch verkraften können.
Im Jahr 1940 lernte Marie-Berthe Aurenche den Maler jüdischer Abstammung, Chaim Soutine, kennen und wurde seine Lebensgefährtin. Während der Besetzung Frankreichs durch die Nationalsozialisten flüchtete das Paar im Sommer 1941 aus Paris und zog in ein Bauernhaus an der Loire in Champigny-sur-Vuede bei Chinon. Nach dem Ableben von Soutine am 9. August 1943 verkaufte sie einige seiner Gemälde, um ihm einen Grabstein auf dem Cimetière Montparnasse in Paris zu finanzieren.
Max Ernst bat in einem undatierten Brief aus dem Jahr 1959 Eva Stünke von der Kölner Galerie Der Spiegel um Mithilfe bei der Auffindung seiner während des Zweiten Weltkriegs verloren gegangenen Scheidungspapiere seiner zweiten Ehe mit Marie-Berthe Aurenche, die den Künstler durch ihre Pariser Anwälte aufgefordert hatte, den ehelichen Verkehr und Unterhalt wieder aufzunehmen. Hein Stünke beauftragte daraufhin den Kunstsammler und Juristen Josef Haubrich, die besagten Unterlagen aufzufinden, was diesem auch gelang.
1960, wenige Monate nach ihrer Eheaufforderung an Max Ernst, beging die psychisch äußerst labile Marie-Berthe Aurenche Suizid. Beigesetzt wurde sie an der Seite von Chaim Soutine.

## Werk
Das angeblich von Marie-Berthe Aurenche und Max Ernst gemeinsam geschaffene Gemälde aus dem Jahr 1930, Porträt von André Breton, das Breton in seinem Büro vor Säulen sitzend zeigt, scheint in der Urheberschaft umstritten zu sein, obgleich die Signatur beider Namen enthält. Während der Ausstellung in der Pariser Galerie Pierre Colle im Jahr 1933  figurierte Marie-Berthe Ernst als einzige Malerin des Porträts. Später wurde es allein – angeblich nach Angaben Bretons – Max Ernst zugeschrieben.

## Fotografische Darstellungen
Es gibt Fotografien des Ehepaars Max und Marie-Berthe Ernst von Josef Breitenbach, Man Ray und Lee Miller.